# الناصرية فوقاني
الناصرية فوقاني قرية سوريّة تتبع إداريّاً لمحافظة حلب منطقة منبج ناحية خفسة، بلغ تعداد سكانها (9,271) نسمة حسب التعداد السكاني لعام 2004.